# Procynodictis
Procynodictis — вимерлий рід хижоподібних ссавців з родини міацид. Скам'янілі рештки знайдено у США.